# Leskovac (Petrovac na Mlavi)
Pour les articles homonymes, voir Leskovac (homonymie).
Leskovac (en serbe cyrillique : Лесковац) est un village de Serbie situé dans la municipalité de Petrovac na Mlavi, district de Braničevo. Au recensement de 2011, il comptait 343 habitants.

## Démographie

### Évolution historique de la population
| 1948 | 1953 | 1961 | 1971 | 1981 | 1991 | 2002 | 2011 |
| ---- | ---- | ---- | ---- | ---- | ---- | ---- | ---- |
| 664  | 701  | 665  | 663  | 654  | 616  | 390  | 343  |

|  |